# Hilltop Holdings
Hilltop Holdings Inc. är ett amerikanskt finansföretag som består av fyra dotterbolag i Hilltopsecurities, National Lloyds Corporation, Plainscapital Bank och Primelending. De har verksamheter i 44 amerikanska delstater samt District of Columbia.
Företaget grundades 1998 som en real estate investment trust (REIT) med namnet Affordable Residential Communities Inc. 2007 sålde man av allt som hade med REIT att göra och bytte namn till det nuvarande.
Hilltop har sitt huvudkontor i Dallas i Texas.